# Xã Pinckney, Quận Warren, Missouri
Xã Pinckney (tiếng Anh: Pinckney Township) là một xã thuộc quận Warren, tiểu bang Missouri, Hoa Kỳ. Năm 2010, dân số của xã này là 1.186 người.